# كوسا موتشي
الكوسا موتشي او (باللغة اليابانية 草餅 ) تعد أحدى أنواع الواغاشي (حلويات يابانية).